# Trinitat (barri de València)
La Trinitat és un barri de la ciutat de València que pertany al districte de La Saïdia.
Està situat al nord-est de la ciutat, però molt a prop de la Ciutat Vella de València, amb la qual limita al sud creuant l'actual jardí del Túria (antic llit del riu Túria).
Limita al nord amb el carrer de Cofrents (que el separa del barri de Benimaclet), al sud amb el carrer de Sant Pius V i el carrer de la Trinitat (que el separen dels barris de La Seu i La Xerea a la Ciutat Vella), a l'oest amb el carrer d'Almassora (que el separa del barri de Morvedre) i a l'est amb el carrer de Cavanilles i el carrer del General Elio (els quals el separen dels barris de Jaume Roig i de L'Exposició, tots dos al districte del Pla del Real).
La seua població el 2007 era de 8.256 habitants.

## Nom
Rep el nom del Reial monestir de la Santíssima Trinitat del segle xv, situat al sud del barri, just a la vora esquerra del riu Túria.
És el convent més antic de la ciutat que encara es manté habitat.

## Elements importants

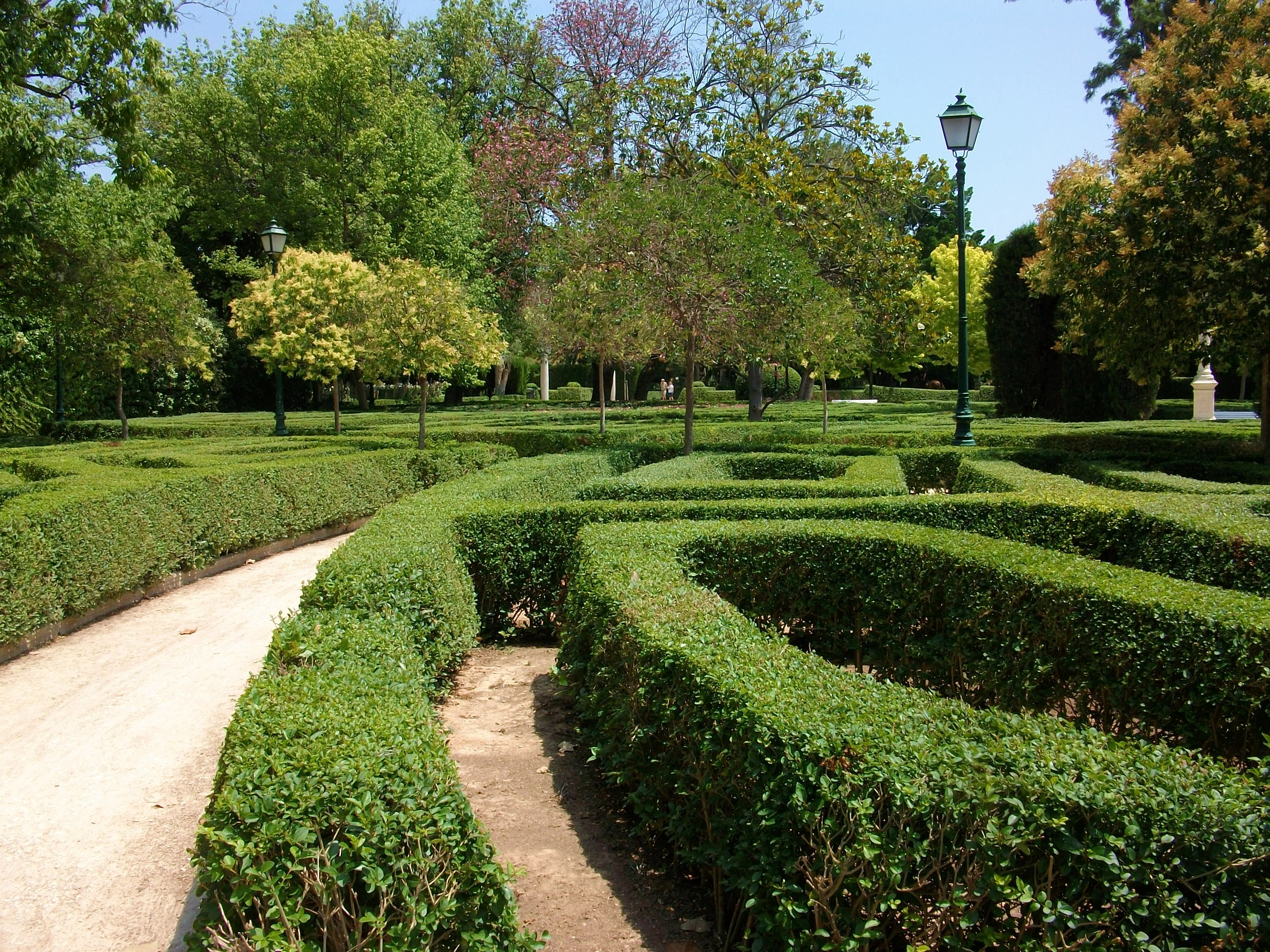
Els jardins del Real o de Vivers

Els jardins del Real (Vivers Municipals de València o jardí dels Vivers) ocupen quasi la meitat de l'extensió del barri. El seu origen es troba en els jardins del desaparegut palau del Real.
Al sud, trobem el Museu de Belles Arts de València (o Museu de Sant Pius V), la pinacoteca més important de València i una de les primeres a Espanya. L'alberga l'edifici del col·legi de Sant Pius V, destinat inicialment a la formació del clergat secular.
Seguint vora el vell llit del riu Túria, trobem el monestir de la Trinitat, convent més antic de la ciutat que encara es manté habitat i que va ser edificat junt a un ramal de la séquia de Mestalla, que en l'actualitat transcorre soterrat. Al carrer del Poeta Bodria, es troba el montestir de Sant Cristòfol de monges canoneses regulars de la regla de Sant Agustí, un edifici construït entre 1897 i 1898.
Més al nord, entre el carrer d'Alboraia (antic inici del camí vell d'Alboraia) i el carrer d'Almassora, trobem el convent dels Pares Carmelites, prop de l'IES Benlliure.
Al nord del barri, estan situades les instal·lacions del Club de Tennis València, entre el carrer de Cavanilles i el carrer de Jaca.
Els ponts de la Trinitat i del Real (o dels Vivers) connecten el barri amb la Ciutat Vella.

## Transports
Al carrer d'Almassora, l'oest del barri, trobem l'estació del Pont de Fusta de la línia 4 del tramvia de MetroValencia, encara que l'estació ja forma part del veí barri de Morvedre. Mentrestant, al nord, al carrer de Cofrents però a l'altura del carrer d'Alboraia, hi trobem l'estació de Primat Reig de la mateixa línia 4 i de la línia 6 del tramvia de MetroValencia.